# Filipe Guilhem
Foi um Boticário espanhol, que aportou na capitania de Porto Seguro em 1536, se destacando como minerólogo e sertanista.

## Biografia
Felipe Guillén,(aportuguesado para Guilhen),"Castelhano da Nação" era cristão-novo e nasceu em 1487, em Servilha, Espanha onde foi Boticário.
Em  1519, encontra-se na Côrte Portuguesa. Em 1528, recebe o Hábito da Ordem de Cristo por aperfeiçoar à bússola.
"(…)Todos aprovar am a arte (de Felipe Guilhem) per boa,fez-lhe EIRey por isso mer ce de cem mil reis de tença, cö habito e a corretagem da casa da India, que valia muy to.(…)"

Em 1535, encontrava-se em direção ao Brasil por desterro a bordo do Caravela Glória, a mesma que transportava o donatário Pêro de Campos Tourinho a Capitania de Porto Seguro.
Já em Porto Seguro dedicou-se a minerologia e a descoberta de ouro e diamantes no interior da Capitania.
Deixou três filhas como cita em sua carta enviada ao Rei D. João III em 1550, sem mais notícias: "(…) carta ao rei de 1550" logo de chegado morreu minha mulher e um filho, fincado 3 filhas já mulheres sendo a mais moça com 17 anos(…)"
Em 1551, foi feito pelo Rei D. João III, Provedor da Fazenda Real/ Juízes da Alfândega de Porto Seguro.
Em 1571, ainda é dado como vivo, conforme testemunho do Padre Antônio Dias, da Compahia de Jesus, que o denunciou a mesa inquisitorial por blasfêmia e judaismo.